# Pedra Bonita
Pedra Bonita is een gemeente in de Braziliaanse deelstaat Minas Gerais. De gemeente telt 6.751 inwoners (schatting 2009).